# Rekordy drużynowych mistrzostw Europy w lekkoatletyce
Rekordy drużynowych mistrzostw Europy w lekkoatletyce – najlepsze wyniki uzyskane podczas drużynowych mistrzostw Europy (I, II oraz III dywizji).

## Mężczyźni
| Konkurencja                   | Rezultat | Zawodnik                                                                 | Miejsce uzyskania | Data             |
| ----------------------------- | -------- | ------------------------------------------------------------------------ | ----------------- | ---------------- |
| bieg na 100 m                 | 9,95     | Christophe Lemaitre                                                      | Sztokholm         | 18 czerwca 2011  |
| bieg na 200 m                 | 20,01    | Xavi Mo-Ajok                                                             | Madryt            | 29 czerwca 2025  |
| bieg na 400 m                 | 44,60    | Samuel Reardon                                                           | Madryt            | 27 czerwca 2025  |
| bieg na 800 m                 | 1:44,01  | Mohamed Attaoui                                                          | Madryt            | 27 czerwca 2025  |
| bieg na 1500 m                | 3:36,95  | Mohamed Katir                                                            | Chorzów           | 24 czerwca 2023  |
| bieg na 3000 m                | 7:50,99  | Richard Ringer                                                           | Brunszwik         | 22 czerwca 2014  |
| bieg na 5000 m                | 13:17,23 | Yemaneberhan Crippa                                                      | Chorzów           | 29 maja 2021     |
| bieg na 110 m przez płotki    | 13,12    | Jason Joseph                                                             | Chorzów           | 24 czerwca 2023  |
| bieg na 400 m przez płotki    | 48,14    | Alessandro Sibilio                                                       | Chorzów           | 24 czerwca 2023  |
| bieg na 3000 m z przeszkodami | 8:20,43  | Karl Bebendorf                                                           | Madryt            | 27 czerwca 2025  |
| sztafeta 4 × 100 m            | 37,87    | Holandia · Nsikak Ekpo · Taymir Burnet · Xavi Mo-Ajok · Elvis Afrifa     | Madryt            | 28 czerwca 2025  |
| sztafeta 4 × 400 m            | 3:00,47  | Francja · Mame-Ibra Anne · Mamoudou Hanne · Teddy Venel · Thomas Jordier | Czeboksary        | 21 czerwca 2015  |
| skok wzwyż                    | 2,35     | Dmytro Demjaniuk                                                         | Sztokholm         | 18 czerwca 2011  |
| skok o tyczce                 | 6,01     | Renaud Lavillenie                                                        | Leiria            | 21 czerwca 2009  |
| skok w dal                    | 8,46     | Miltiadis Tendoglu                                                       | Madryt            | 28 czerwca 2025  |
| trójskok                      | 17,59    | Nelson Évora                                                             | Leiria            | 21 czerwca 2009  |
| pchnięcie kulą                | 21,83    | Michał Haratyk                                                           | Bydgoszcz         | 10 sierpnia 2019 |
| rzut dyskiem                  | 69,94    | Kristjan Čeh                                                             | Chorzów           | 21 czerwca 2023  |
| rzut młotem                   | 82,98    | Paweł Fajdek                                                             | Chorzów           | 30 maja 2021     |
| rzut oszczepem                | 96,29    | Johannes Vetter                                                          | Chorzów           | 29 maja 2021     |

## Kobiety
| Konkurencja                   | Rezultat | Zawodnik                                                                          | Miejsce uzyskania | Data             |
| ----------------------------- | -------- | --------------------------------------------------------------------------------- | ----------------- | ---------------- |
| bieg na 100 m                 | 11,06    | Boglárka Takács                                                                   | Madryt            | 27 czerwca 2025  |
| bieg na 200 m                 | 22,19    | Jaël Bestué                                                                       | Madryt            | 29 czerwca 2025  |
| bieg na 400 m                 | 49,48    | Femke Bol                                                                         | Madryt            | 27 czerwca 2025  |
| bieg na 800 m                 | 1:58,60  | Anaïs Bourgoin                                                                    | Madryt            | 28 czerwca 2025  |
| bieg na 1500 m                | 4:05,32  | Anna Miszczenko                                                                   | Bergen            | 20 czerwca 2010  |
| bieg na 3000 m                | 8:45,24  | Sifan Hassan                                                                      | Brunszwik         | 21 czerwca 2014  |
| bieg na 5000 m                | 15:09,31 | Elvan Abeylegesse                                                                 | Budapeszt         | 20 czerwca 2010  |
| bieg na 100 m przez płotki    | 12,62    | Elwira Hierman                                                                    | Kluż-Napoka       | 20 czerwca 2021  |
| bieg na 400 m przez płotki    | 53,70    | Wanja Stambołowa                                                                  | Nowy Sad          | 18 czerwca 2011  |
| bieg na 3000 m z przeszkodami | 9:17,31  | Luiza Gega                                                                        | Chorzów           | 22 czerwca 2023  |
| sztafeta 4 × 100 m            | 42,02    | Holandia · Nadine Visser · Lieke Klaver · Minke Bisschops · Marije van Hunenstijn | Madryt            | 28 czerwca 2025  |
| sztafeta 4 × 400 m            | 3:23,76  | Rosja · Ksienija Zadorina · Natalja Iwanowa · Natalja Antiuch · Ksienija Ustałowa | Bergen            | 20 czerwca 2010  |
| skok wzwyż                    | 2,04     | Blanka Vlašić                                                                     | Bańska Bystrzyca  | 21 czerwca 2009  |
| skok o tyczce                 | 4,75     | Anna Rogowska                                                                     | Sztokholm         | 18 czerwca 2011  |
| skok o tyczce                 | 4,75     | Silke Spiegelburg                                                                 | Sztokholm         | 18 czerwca 2011  |
| skok o tyczce                 | 4,75     | Silke Spiegelburg                                                                 | Czeboksary        | 21 czerwca 2015  |
| skok w dal                    | 6,95     | Darja Kliszyna                                                                    | Czeboksary        | 21 czerwca 2015  |
| trójskok                      | 14,87    | Jekatierina Koniewa                                                               | Czeboksary        | 21 czerwca 2015  |
| pchnięcie kulą                | 20,14    | Jessica Schilder                                                                  | Madryt            | 27 czerwca 2025  |
| rzut dyskiem                  | 68,58    | Sandra Perković                                                                   | Varaždin          | 10 sierpnia 2019 |
| rzut młotem                   | 78,28    | Anita Włodarczyk                                                                  | Czeboksary        | 21 czerwca 2015  |
| rzut oszczepem                | 69,19    | Christin Hussong                                                                  | Chorzów           | 30 maja 2021     |

## Mieszane
| Konkurencja        | Rezultat | Zawodnicy                                                                                   | Miejsce uzyskania | Data            |
| ------------------ | -------- | ------------------------------------------------------------------------------------------- | ----------------- | --------------- |
| sztafeta 4 × 400 m | 3:09,43  | Polska · Maksymilian Szwed · Justyna Święty-Ersetic · Daniel Sołtysiak · Natalia Bukowiecka | Madryt            | 29 czerwca 2025 |